# Calhandra-de-dupont

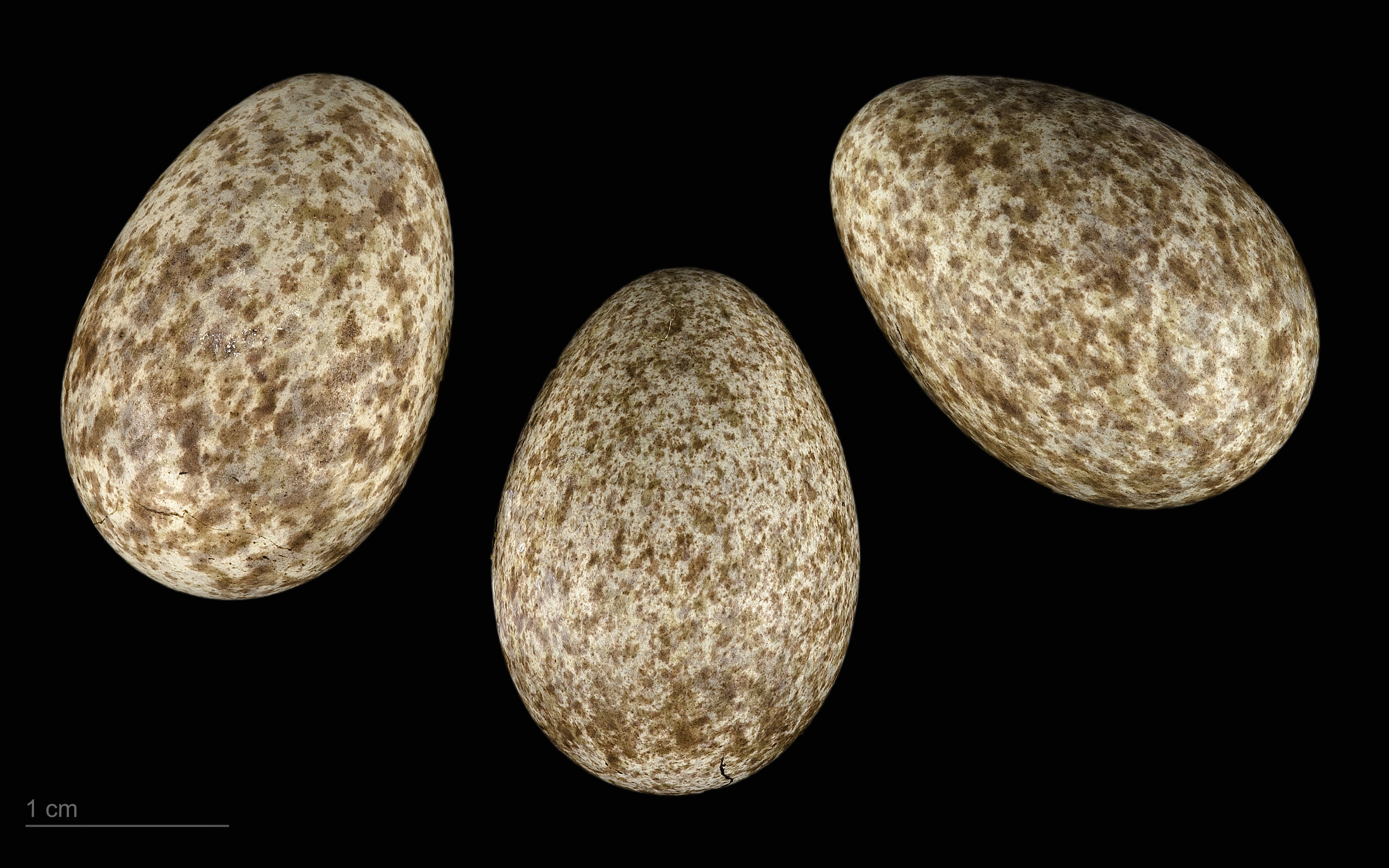
Chersophilus duponti duponti - (MHNT)

Calhandra-de-dupont ou calhandra-crepuscular (Chersophilus duponti) é uma ave passeriforme da família Alaudidae. Tal como os outros membros da sua família, tem a plumagem acastanhada. Distingue-se pelo seu bico relativamente longo e recurvado.
Esta espécie distribui-se pela Península Ibérica (Espanha) e pelo norte de África. Terá ocorrido em Portugal no passado, mas a sua ocorrência no país não é registada há mais de cem anos, sendo por isso considerada extinta em território português.